# 米哈乌·斯坦尼谢夫斯基
米哈乌·斯坦尼谢夫斯基（波蘭語：Michał Staniszewski，1973年9月16日—），波兰男子皮划艇运动员。他曾代表波兰参加1992年、1996年和2000年夏季奥林匹克运动会皮划艇比赛，其中2000年奥运会获得一枚银牌。